# Ciclone Asani
A Tempestade Ciclônica Severa Asani foi um forte ciclone tropical que atingiu a Índia em maio de 2022. A terceira depressão e depressão profunda, e a primeira tempestade nomeada da temporada de ciclones no Índico Norte de 2022, Asani originou-se de uma depressão que o Departamento Meteorológico da Índia monitorou pela primeira vez em 7 de maio. As condições rapidamente favoreceram o desenvolvimento, pois o sistema se tornou uma profunda depressão naquele dia antes de se intensificar para uma tempestade ciclônica Asani. No dia seguinte, intensificou-se ainda mais e atingiu o pico de uma severa tempestade ciclônica, antes de atingir a terra firme como um sistema de depressão profunda sobre Andra Pradexe. Degenerou em uma baixa pressão bem marcada em 12 de maio.

## História meteorológica
Durante a primeira semana de maio, um forte pulso de Oscilação de Madden e Julian (MJO) e onda Equatorial Rossby (ERW) prevaleceu nesta bacia. Essas duas condições levaram a uma formação, de uma circulação ciclônica, sobre o sul do Mar de Andaman em 4 de maio. No mesmo dia, ocorreu uma explosão de vento de oeste que resultou na formação de ciclones gêmeos sobre o Oceano Índico. A contraparte do hemisfério sul sendo o ciclone tropical Karim e a contraparte do hemisfério norte sendo essa circulação ciclônica. O Joint Typhoon Warning Center (JTWC) dos Estados Unidos seguiu o exemplo e designou como Invest 92B no dia seguinte.
Durante 6 de maio, sob a influência da perturbação, um sistema de baixa pressão ao largo da costa de Andamão e Nicobar. Posteriormente, o JTWC emitiu seu Alerta de Formação de Ciclone Tropical (TCFA), pois havia consolidado rapidamente a sua estrutura convectiva nas últimas horas, juntamente com o desenvolvimento de um centro de baixo nível bem definido.
No final do dia 7 de maio, o sistema ficou mais bem demarcado na área de baixa pressão sobre a mesma região. Às 09:00 UTC, o JTWC iniciou alertas sobre o sistema e o classificou como Ciclone Tropical 02B, enquanto o Departamento Meteorológico da Índia (IMD) seguiu o exemplo e o atualizou para Depressão BOB 03. Três horas depois, o sistema foi atualizado para um estado de depressão profunda pelo IMD, depois de formar um padrão de nuvens densas centrais definidas. Às 00:00 UTC do dia seguinte, o sistema se organizou em tempestade ciclônica e foi designado como Asani, tornando-se o primeiro ciclone da temporada. Nove horas depois, o JTWC o atualizou para um sistema equivalente de Categoria 1 na escala de ventos de furacões de Saffir-Simpson (SSHWS) . Às 12:00 UTC, o IMD o atualizou ainda mais para uma tempestade ciclônica severa, pois as imagens de microondas mostram um sistema bem organizado.
O ciclone começou a encontrar alto cisalhamento de vento devido ao qual o JTWC o rebaixou como uma tempestade tropical em 10 de maio, enquanto o IMD continua a mantê-lo como uma tempestade ciclônica severa. ele começou a fazer um trote súbito para oeste e uma leve diminuição no cisalhamento do vento fez com que o JTWC o atualizasse novamente para um ciclone tropical equivalente à Categoria 1. Nove horas depois, o ciclone Asani foi rebaixado para uma tempestade tropical, começou a enfraquecer devido ao maior cisalhamento do vento, bem como à intrusão de ar seco. Depois disso, a tempestade rapidamente enfraqueceu em uma tempestade ciclônica em 11 de maio. Às 12:00 UTC, degenerou ainda mais em uma profunda depressão quando atingiu o estado indiano de Andra Pradexe. O JTWC interrompeu os avisos para o sistema, às 15:00 UTC No dia seguinte, o IMD informou que o sistema havia enfraquecido em uma depressão enquanto se movia para o interior. Asani acabou degenerando em uma área de baixa pressão bem marcada e o IMD emitiu seu último aviso.

## Preparativos e impacto

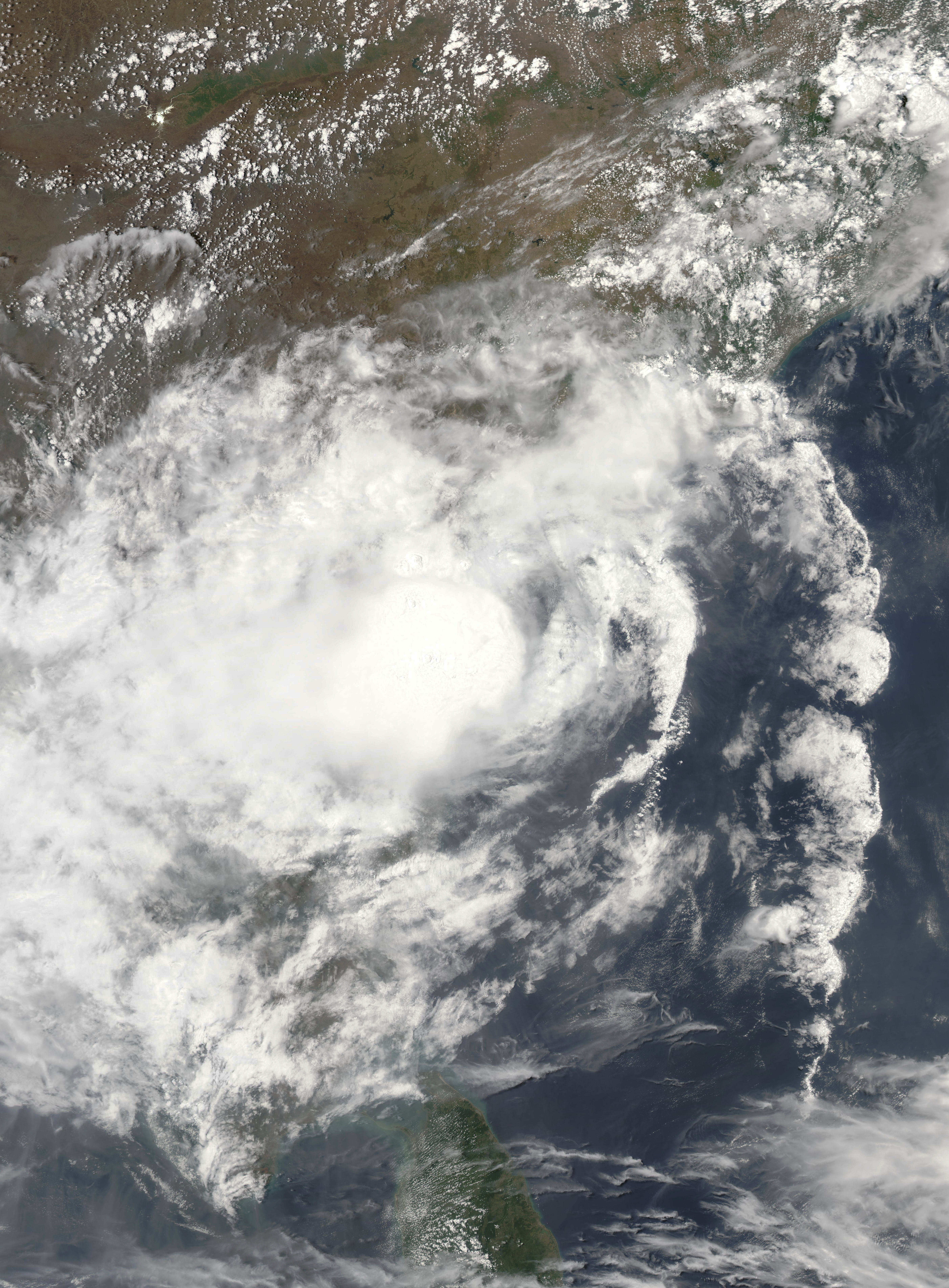
Tempestade ciclônica Asani na costa de Andra Pradexe na tarde de 11 de maio de 2022

O secretário do Interior da União do Governo da Índia, Ajay Kumar Bhalla, revisou o preparado para o ciclone implantado com nove equipas e sete equipas em Andra Pradexe, e Orissa pela Força Nacional de Resposta a Desastres (NDRF) e uma equipa adicional também foi preparada. O IMD emitiu os avisos do ciclone sobre Andra Pradexe. Em Bengala Ocidental, a Kolkata Municipal Corporation preparou suas equipes para começar a trabalhar imediatamente após os danos causados pelo ciclone.
Em Visakhapatnam, a Marinha Indiana preparou seis equipas de mergulho e 19 equipas de socorro às inundações para assistência às autoridades civis, juntamente com cinco navios da Marinha Indiana com material de socorro e equipes de mergulho ao longo da costa de Andra Pradexe e Orissa. O vento forte associado ao ciclone causou chuva muito forte sobre Kerala, Andra Pradexe e Odisha. A IndiGo cancelou 23 voos do Aeroporto Internacional de Visakhapatnam. quatro voos da Air Asia também foram cancelados no local para o dia, 10 voos no aeroporto de Chennai, incluindo os de Hyderabad, Visakhapatnam, Jaipur e Mumbai, também foram cancelados. Cerca de 30.225 safras estimadas foram afetadas.
Três mortes foram confirmadas do ciclone em 19 de maio. Um eleitorado territorial de Mandal Parishad (MPTC) do Partido do Congresso YSR foi morto depois que uma árvore Palymra caiu sobre ele. Um homem de 43 anos foi morto quando um muro desabou sobre ele na casa da aldeia Kamanagaruvu em Amalapuram. Outro homem foi morto por um raio em Jalandaki, no distrito de Nelore.

### Bangladesh
4.915 centros de abrigo contra ciclones foram preparados pela administração divisional de Barisal em cinco distritos costeiros, dois milhões de pessoas na área. A Administração Distrital de Cox's Bazar também tomou as medidas necessárias para os refugiados Rohingyas nos campos de Ukhia e Teknaf.